# Fundação SOS Amazônia
A Fundação SOS Amazônia é uma organização não governamental (ONG) brasileira dedicada à proteção e conservação da Amazônia, a maior floresta tropical do mundo. Seu objetivo principal é promover a conscientização e mobilização para a preservação da Amazônia, bem como combater o desmatamento, a exploração ilegal de recursos naturais e outras ameaças ao ecossistema amazônico .

## Criação
A organização foi fundada em 1988, em Rio Branco/Acre, e tem sede em Manaus, no estado do Amazonas, Brasil. Criada pela resistência de professores, estudantes universitários e representantes do movimento social, incluindo o ativista e seringueiro Chico Mendes, a Fundação SOS Amazônia atua em parceria com comunidades locais, governos, instituições de pesquisa e outras organizações ambientais para implementar projetos e programas de conservação . Seu trabalho envolve monitoramento e fiscalização do desmatamento, educação ambiental, fortalecimento das comunidades indígenas e tradicionais, pesquisa científica, desenvolvimento sustentável e advocacy em níveis regional, nacional e internacional .

## Áreas de atuação
A Fundação SOS Amazônia concentra seus esforços em diversas áreas relacionadas à preservação da Amazônia e ao bem-estar das comunidades que dependem dessa região . Algumas das principais atividades da fundação incluem:
1. Conservação ambiental: A fundação trabalha para proteger áreas florestais, monitorar a biodiversidade, promover práticas de manejo sustentável e combater a exploração ilegal de recursos naturais na Amazônia [5].
2. Desenvolvimento sustentável: A fundação busca promover modelos econômicos e sociais que sejam ambientalmente responsáveis e contribuam para a melhoria das condições de vida das comunidades locais. Isso inclui o apoio a projetos agroflorestais, turismo sustentável, artesanato tradicional e outras iniciativas que valorizem a cultura local.
3. Educação ambiental: A fundação realiza programas de conscientização e educação ambiental para promover a importância da conservação da Amazônia. Essas iniciativas visam envolver a população local, bem como visitantes e turistas, para que todos entendam a importância de preservar esse ecossistema único.
4. Advocacia e parcerias: A Fundação SOS Amazônia também se envolve em ações de advocacy para influenciar políticas públicas e promover a adoção de medidas de proteção ambiental. Além disso, a fundação estabelece parcerias com outras organizações, governos e setor privado para maximizar o impacto de suas atividades.

## A importância do bioma
A Amazônia desempenha um papel fundamental na regulação do clima global, na manutenção da biodiversidade e no fornecimento de serviços ecossistêmicos essenciais . No entanto, a região enfrenta desafios significativos devido à expansão da agricultura, pecuária, exploração madeireira e mineração ilegal, bem como a construção de infraestrutura, como estradas e hidrelétricas. A Fundação SOS Amazônia trabalha para enfrentar essas questões e garantir a preservação e sustentabilidade da região.